# The Amanda Show
The Amanda Show (em português: O Show da Amanda) foi um programa humorístico infanto-juvenil criado pelo canal Nickelodeon e estreado em 1999. O programa revelou-se um sucesso nos Estados Unidos, se tornando um cult do canal. Apresentado por Amanda Bynes, que deu um salto na carreira. Além de mostrar novos talentos como Drake Bell e Josh Peck (que  acabaram estrelando, mais tarde, o programa Drake & Josh) e Ashley Tisdale (estrelando, mais tarde, Zack & Cody: Gêmeos em Ação).
Foi exibida pela Nickelodeon no Brasil de 2004 a 2006. Em 2014, o SBT adquiriu os direitos sobre a série. No dia 21 de setembro de 2021, a série chegou gratuitamente ao catálogo da Pluto TV através do canal linear NickTeen, e no dia 8 de outubro via on-demand, ambos apenas em sua versão dublada em português. Entretanto, quatro episódios da primeira temporada e a terceira temporada inteira não se encontram disponíveis no catálogo brasileiro.

## Elenco
- Amanda Bynes (1999-2002)
- Drake Bell (1999-2002)
- Nancy Sullivan (1999-2002)
- Josh Peck (2000-2002)
- Raquel Lee (1999-2000)
- Johnny Kassir (1999-2000)
- Ashley Tisdale (2000)
- Jenna Morrison (1999-2002)
- Ashley Edner (1999-2002)
- Andrew Hill Newman (1999-2002)
- Reagan Gomez-Preston (2000-2002)
- Radley Watkins (2000-2002)
- Molly Orr (2000-2002)
- Taran Killam (2000-2002)
- Dan Schneider (produtor de TV) (1999-2002)
- Brian Ahearn (1999-2002)

## Esquetes do programa
O ponto de Moody
Uma garota que perdeu a mãe em um acidente de balão, o  pai perdeu um dedão com uma âncora e descobre que a maternidade a trocou.
Os azarados
Uma família muito azarada que sempre se dá mal.
Os estressados
Uma família nervosa que vive ameaçando bater nos outros.
A Jacuzzi da Amanda
Amanda entrevista personalidades em uma jacuzzi, faz peguntas estranhas, no final serve alguma comida e sempre termina dizendo "Yo,yo,yo é a Jacuzzi da Amanda!".
A fã número um da Amanda
Penélope, personagem feita pela própria Amanda com peruca preta e óculos, sempre tenta ver Amanda nos bastidores e tem um site pessoal da amanda chamado amandaplease.com. A personagem tem um vício de linguagem  com a fala 'por favor' no final das frases, e, sempre que se apresenta diz a mesma frase: "Olá eu sou Penélope Taynt, a fã número um da Amanda, eu tenho meu próprio site www.amandaplease.com". O interessante é que o site existe mesmo e pode ser acessado.
O Banheiro das Garotas
É um talk-show, apresentado por Amber (Amanda Bynes) e suas outras amigas. Elas o apresentam no Banheiro Feminino da escola.

## Controvérsias
Durante o período em que os virais das séries de Dan Schneider começaram a circular nas redes sociais, denunciando piadas de teor sexual e até mesmo práticas sugestivas, foi repercutido um trecho do quadro A Jacuzzi da Amanda em que ela entrevistava o produtor. Nele, era possível perceber que Dan olhava maliciosamente para a atriz, enquanto ela conversava com ele bebendo um refresco.
No documentário Quiet on Set: The Dark Side of Kids TV, lançado 25 anos após a estreia do show, ex-redatores e atores denunciavam o envolvimento de Schneider com Amanda Bynes, dizendo que ele foi o responsável pelo lançamento da comediante mirim, mas que a todo tempo dava privilégios exagerados a ela nos bastidores. Além disso, os entrevistados relembraram que a personagem Penélope Taynt, que era a fã número um de Amanda, era supostamente uma referência a ele e que o sobrenome da garota era um trocadilho com taint, simbolizando uma gíria popular que se refere a uma das partes do corpo humano masculino, ficando entre o ânus e o pênis.
Drake Bell, que integrou o elenco fixo da série, revelou no mesmo documentário que foi vítima de abuso sexual e manipulação por parte de Brian Peck, que era o treinador de elenco do show e fazia parte da equipe do mesmo. Bell só denunciaria o seu assediador após a sua ex-sogra suspeitar do comportamento de Peck e convencê-lo a tomar tal atitude, com ela ocorrendo quando o ator foi confirmado como um dos protagonistas de Drake & Josh, impedindo Brian de compor o elenco da próxima série.